# Combat de Djohamé
Le combat de Djohamé ou de l'oued Chauk est livré le 1er juin 1909 au Tchad, pendant les opérations de conquête du royaume du Ouaddaï par les troupes françaises. Le capitaine Fiegenschuh et Acyl, cousin germain, compétiteur et rival du sultan Doudmourrah au trône du Ouaddaï et soutenu par les Français, y remportent une victoire qui leur ouvre le chemin d'Abéché qui sera conquise le jour suivant.

Fiegenschuh est blessé grièvement au cou lors de l'affrontement.

## Sources
- Jean Malval (préf. Marie-José Tubiana), Essai de chronologie tchadienne, 1707-1940, Paris, Éditions du Centre national de la recherche scientifique, 1974, 167 p. (ISBN 978-2-222-01625-0, OCLC 925066722).